# モーツァルト家

連弾するヴォルフガング・アマデウス・モーツァルトと姉マリア・アンナ。ヴァイオリンを持つのは父レオポルト・モーツァルト、肖像画は母アンナ・マリア（ヨハン・ネポムク・ デラ・クローチェ、1780年頃）。

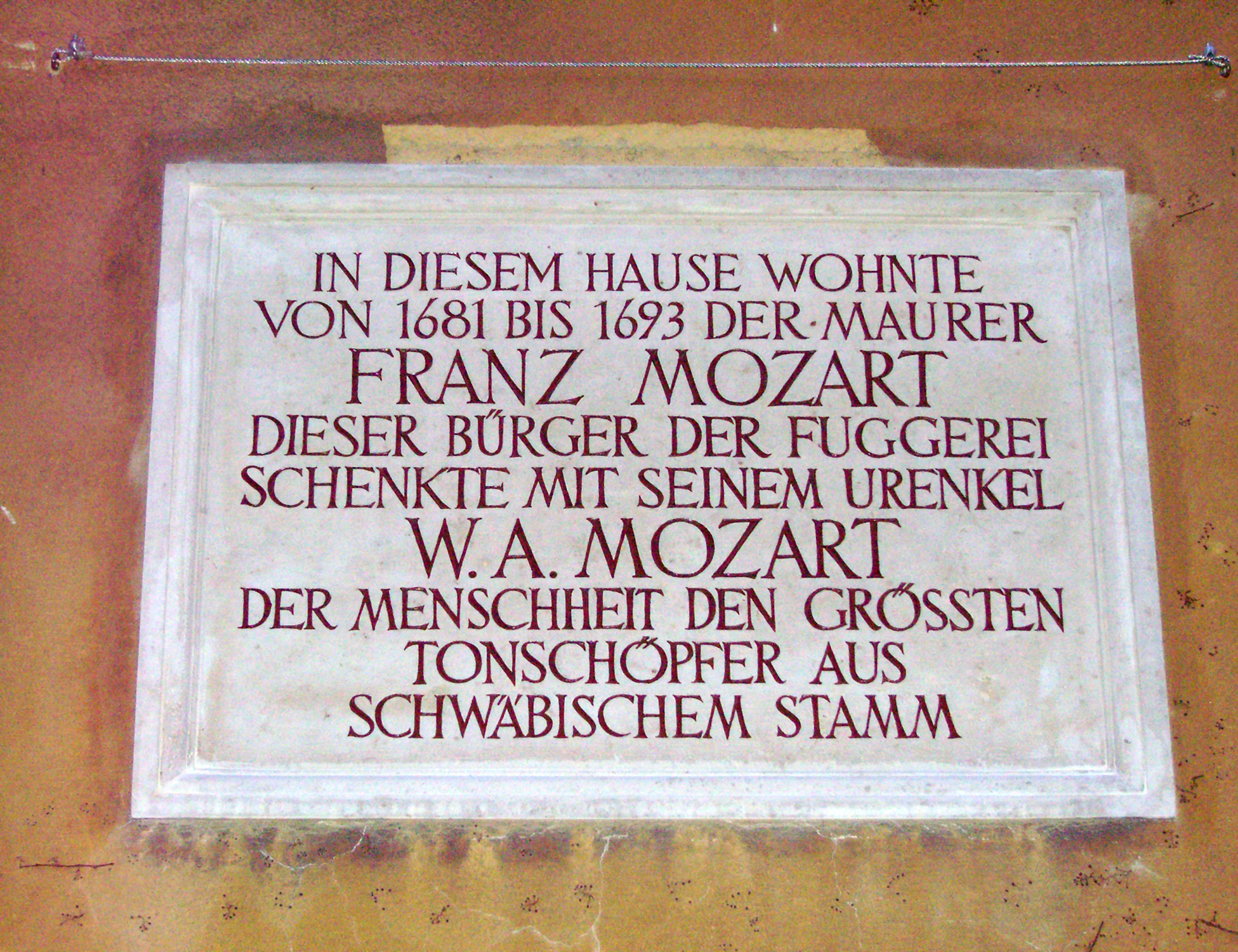
ザルツブルク市街にあるモーツァルト家の名札

モーツァルト家（モーツァルトけ、独: Mozartfamilie, Familie Mozart）は、オーストリア・ザルツブルク州の中心地ザルツブルク市の音楽家一家。

## 概要
モーツァルト家は、1321年から1330年ごろにかけてドイツ南部のシュヴァーベン公国（現・バイエルン州南西部とバーデン＝ヴュルテンベルク州南東部の境目）にあるアルゴイ地方にさかのぼり、今日でもレヒ川（ドナウ河の支流）、アルゴイ高地などの地域に点在する。
作曲家モーツァルトの父方の祖先もその地域の出身であり、元来はモツハルト(Motzhardt, Motzhart)という綴りで、本来は「みすぼらしい者・卑しい者」や「湿地の藪」を起源とする意味であった。そのような蔑称的なイメージを避けるために、ある時期から姓を現在の「モーツァルト」としての語形を変えて、アウクスブルクから南方にあるシュタウデンを経て、プファーゼーに移住した。そのモーツァルト家が有名になったのは、レオポルトと息子のヴォルフガング・アマデウスの音楽活動が世界的に認められたためである。

## モーツアルト一家
1. ダーフィト・E・モツハルト（David E. Motzhardt, ? – 1625/6、アルゴイ地方の農夫）
  1. ダーフィト・モツハルト（ドイツ語版）（David Motzhardt, 1620 - 1685、アウクスブルク近郊のプファーゼー生まれの煉瓦職人で大工の棟梁。ディッリンゲンのプファール教会の尖塔を造る。同教会はアウクスブルク司教の夏場の宮殿であった） 
    1. （無名の息子、早世）
    2. ダニエル・モーツァルト（1645 - 1683）
    3. ハンス・ゲオルク・モーツァルト（ドイツ語版）（1647 - 1719, 煉瓦職人・大工の棟梁・ツンフトの親方。アウクスブルクのザンクト＝ゲオルク司教座教会を建てる。フッガー家の後援者）
    4. フランツ・モーツァルト（1649 - 1694、煉瓦職人）
      1. ヨハン・ゲオルク・モーツァルト（1679 - 1736、製本工。再婚相手はアウクスブルク出身のアンナ・マリア・ズルツァー(Anna Maria Sulzer)）
        1. レオポルト・モーツァルト（1719 - 1787、宮廷楽師・作曲家。アンナ・マリア・ペルトルと結婚）
          1. マリア・アンナ・モーツァルト（1751 - 1829、愛称：「ナンネル」）
          2. ヴォルフガング・アマデウス・モーツァルト（1756 - 1791）
            1. ライムント・モーツァルト（1783 - 1783）
            2. カール・トーマス・モーツァルト（1784 - 1858）
            3. ヨハン・レオポルト・モーツァルト（1786 - 1786）
            4. テレージア（1787 - 1788）
            5. アンナ（1789 - 1789）
            6. フランツ・クサーヴァー・モーツァルト（1791 - 1844、「ヴォルフガング・アマデウス・モーツァルト2世」）

        2. フランツ・アロイス・モーツァルト（1727 - 1791、アウクスブルクの製本工）
          1. マリア・アンナ・テクラ・モーツァルト（1758 - 1841、愛称：「ベーズレ」）

      2. 無名の息子
      3. 無名の息子

    5. ミヒャエル・モーツァルトまたはダーフィト・モーツァルト神父（1655 - 1710、フランチェスコ会修道士）